# Лабек, Катя
Катя Лабек (фр. Katia Labèque; род. 11 марта 1950, Байонна) — французская пианистка, одна из сестёр Лабек.
Как и младшая сестра Мариэль, начинала учиться фортепиано у своей матери Альды Цекки, ученицы Маргерит Лонг, занималась также у Люсетт Декав.
Помимо выступлений в дуэте с сестрой, исполняющем произведения для двух фортепиано и для фортепиано в четыре руки академического, джазового и иного репертуара, Катя Лабек занимается собственным проектом Katia Labèque Band, преимущественно джазовым. Она записала совместный альбом «Little Girl Blue» с Херби Хэнкоком и Чиком Корией и диск с музыкой Бернарда Херрманна «Garden of Evil» вместе с Майком Паттоном и другими музыкантами, сотрудничала с Майлзом Дэвисом. В рамках академической музыки в последние годы много выступает в ансамбле со скрипачкой Викторией Мулловой.
В 2011 году Катя впервые отправилась в мировое турне с оркестром Саймона Рэттла.